# Oar occidens
Oar occidens är en fjärilsart som beskrevs av Louis Beethoven Prout 1935. Oar occidens ingår i släktet Oar och familjen mätare. Inga underarter finns listade i Catalogue of Life.